# Nord Noratlas

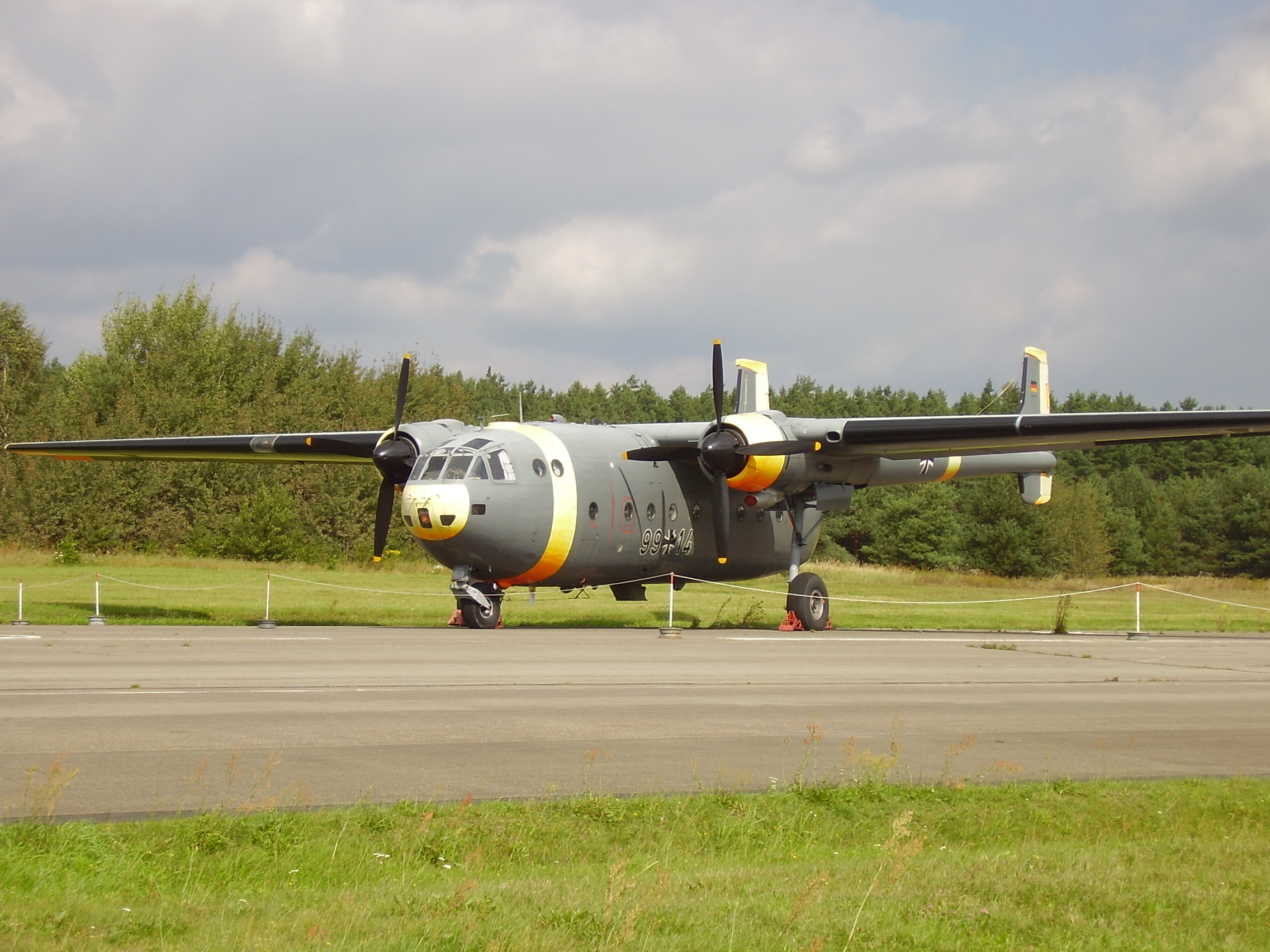
Eine Nord Noratlas im MHM Berlin-Gatow

Die Nord Noratlas ist ein zweimotoriges militärisches Transportflugzeug aus der Zeit des Kalten Krieges aus französischer Produktion. Hersteller war die aus der SNCAN hervorgegangene Nord Aviation. Der Schulterdecker wies doppelte Leitwerksträger auf. Die Nord 2500 mit dem Kennzeichen F-WFKL hob am 10. September 1949 zum ersten Mal vom Flughafen Melun-Villaroche ab. Als Antrieb dienten zunächst zwei SNECMA 14R mit je 1600 PS. Der zweite Prototyp im Jahr darauf war mit dem wesentlich leistungsstärkeren französischen Lizenzbau des Bristol Hercules 739 (2040 PS) ausgerüstet. Von allen Varianten der Noratlas wurden insgesamt 425 Maschinen gebaut, darunter auch spätere Lizenzbauten in der Bundesrepublik Deutschland. Das Flugzeug wurde im Fliegerjargon Nora genannt. Der Name „Fliegender Güterwagen“ (Flying Boxcar), den es mit mehreren Transportflugzeugen teilt und der hier wegen des kompakten Rumpfes besonders treffend ist, hat sich nicht durchgesetzt.

## Verwendung in Deutschland

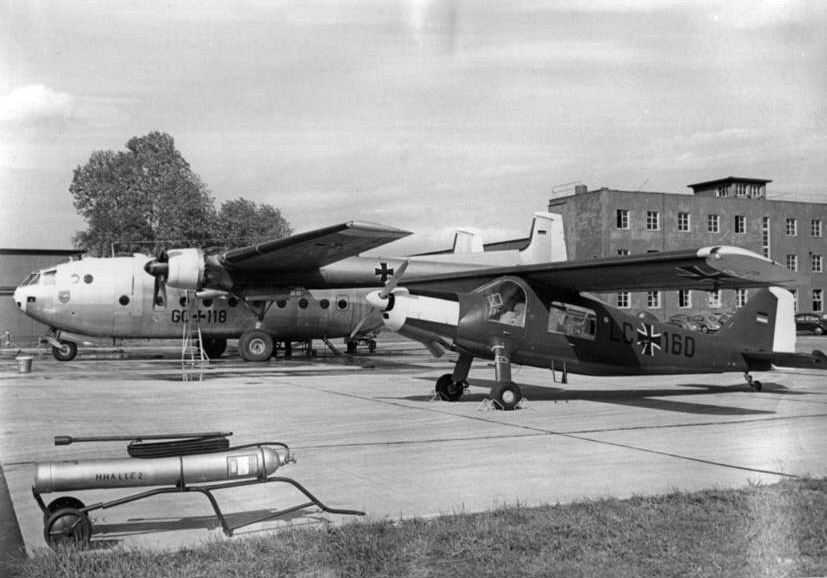
Eine Noratlas des LTG 62 in Celle, 1960

Aufgabe der drei Lufttransportgeschwader der Luftwaffe der (LTG 61, LTG 62 und LTG 63) war der Transport von Material und Soldaten sowie das Absetzen von Fallschirmjägern. Die Luftwaffe flog mit der Nord 2501 auch diverse humanitäre Hilfseinsätze, so 1960 nach dem Erdbeben von Agadir, 1962 beim Sturmflut-Einsatz (Abwurf von Sandsäcken auf Wangerooge), 1965 in Algerien und Mauretanien, 1968 in Sizilien, 1969 in Algerien und Tunesien sowie 1963, 1966 und 1970 in der Türkei.
Die Variante Nord 2501 war nach dem Krieg das erste fabrikneu beschaffte Transportflugzeug der deutschen Luftwaffe und wurde in Deutschland in Lizenz von den Vereinigten Flugtechnischen Werken (VFW) und dem Hamburger Flugzeugbau (HFB) gebaut. Die Luftwaffe beschaffte 186 Exemplare.
Am 9. September 1958 wurde die erste Nord Aviation Noratlas 2501 aus deutscher Lizenzproduktion der Luftwaffe übergeben. Es gab jedoch über das normale Maß hinaus Schwierigkeiten mit den 25 Maschinen, die aus französischer Fertigung an die Bundeswehr geliefert worden waren. Nach einem Bericht des Magazins Der Spiegel aus dem Jahr 1958 wurden Mängel an den Maschinen festgestellt, die ein zeitweiliges Flugverbot nach sich zogen: „Das Flugverbot für diese Maschinen wurde verhängt, weil die Kraftstofftanks gelegentlich Risse hatten, Leitungen brachen, Steuerungsorgane versagten und Funkanlagen ausfielen; die Röhren stammten offenbar aus französischen Beutebeständen des letzten Krieges, jedenfalls trugen sie den Prüfstempel des großdeutschen Reichsluftfahrtministeriums.“ Im Mai 1960 begann die Lieferung von Noratlas aus deutscher Produktion an Israel. Da die sogenannte Ausrüstungshilfe für Israel geheim war, wurden die Flugzeuge zunächst von den deutschen an die französischen Luftstreitkräfte geliefert und von ihnen an die israelischen Streitkräfte weitergereicht. Auf dem Flugplatz Lahr wurden dafür die deutschen Hoheitszeichen übermalt, die Maschinen ohne Kennzeichen nach Frankreich überführt und dort von Marseille aus nach Israel verschifft.
In den Jahren 1968 bis 1971 wurde die Nord 2501 von der Transall C-160 abgelöst – einem deutlich leistungsstärkeren Nachfolger mit wesentlich höherer Nutzlast. Acht der ausgemusterten Bundeswehr-Maschinen gingen an Israel. Die israelischen Noratlas bildeten das Rückgrat der taktischen Lufttransportflotte während des Sechstagekrieges und des Jom-Kippur-Krieges. Zum ersten Kriegseinsatz war es bereits 1956 während der Sueskrise gekommen, als drei Noratlas-Maschinen israelische Fallschirmjäger am Mitla-Pass absetzten. Im Jahr 1972 hatte Israel 20 Noratlas im Bestand. Zwölf Luftwaffe-Maschinen gingen 1968 nach Portugal, das sie in den Kolonialkriegen in Angola und Mosambik einsetzte.
Bis 1974 flogen noch fünf Noratlas als Hörsaalflugzeuge bei der Waffenschule 50 in Fürstenfeldbruck zur Ausbildung der Kampfbeobachter für die F-4F Phantom. Weitere zwei Maschinen flogen noch zeitweise mit Schleppzielen zur Zieldarstellung. Die 99+14 beendete am 16. Dezember 1980 die Ära der Noratlas bei der deutschen Luftwaffe.

## Varianten
Nord 2501
Ausgehend vom zweiten Prototyp bestellte die Armée de l’Air zunächst 192 Exemplare; die Bestellung wurde später auf 212 Maschinen erweitert. Weitere Abnehmer waren Brasilien (20 Stück), Israel (12 Stück) und Deutschland (186 Stück). Daneben wurde das Muster auch von der Volksrepublik Kongo, Niger, Nigeria, Griechenland sowie Honduras beschafft. 1956 wurden während der Suez-Krise bei Port Said mit Noratlas-Flugzeugen französische Fallschirmjäger abgesetzt.
Nord 2502
Die Nord 2502 war eine zivile Variante für 47 Passagiere, die von Air Algérie und der Union Aéromaritime de Transport (UAT) in insgesamt sieben Exemplaren erworben wurde. Sie verfügten zusätzlich über zwei Turboméca Marboré II mit 3,92 kN Schubkraft an den Tragflügelenden.
Nord 2503
Die Nord 2503 war eine Versuchsversion mit 2500 PS leistenden Pratt & Whitney R-2800 CB 17. Erstflug im Januar 1956.
Nord 2504
Die Nord 2504 war ein U-Jagd-Variante, ebenfalls mit den Turboméca-Marboré-Zusatztriebwerken. Der Prototyp startete am 17. November 1958 zu seinem Erstflug. Eine zunächst vorgesehene Beschaffung von 24 Maschinen wurde nicht realisiert und deswegen das ganze Projekt fallengelassen. Die fünf Vorserienmuster wurden jedoch von der französischen Marine eingesetzt.
Nord 2505
U-Jagd-Variante. Nicht realisiert.
Nord 2506
Die Nord 2506 war eine spezielle Variante mit einem absenkbaren Hauptfahrwerk, so dass die Maschine auch ohne spezielle Laderampe be- und entladen werden konnte.
Nord 2507
Search-and-Rescue-Variante. Nicht realisiert.
Nord 2508
Die Nord 2508 war eine Versuchsversion mit 2500 PS leistenden Pratt & Whitney R-2800& CB17 der Version 2503 und zusätzlich den zwei Turboméca Marboré II mit je 3,92 kN Schubkraft an den Tragflügelenden der Nord 2502. Zwei Exemplare gebaut und bei der Luftwaffe erprobt.
Nord 2509/2510/2520
Nicht realisiert. Die Nord 2520 stellt einen vergrößerten Entwurf dar.

## Nutzung

### Militärische Nutzer
- Angola
- Bundesrepublik Deutschland
- Dschibuti
- Frankreich
- Griechenland
- Israel
- Mosambik
- Niger
- Nigeria
- Portugal
- Ruanda
- Uganda

### Zivile Nutzer
- Air Algérie
- Air Kasai (Kongo)
- Aerotaxis Ecuatorianos SA – ATESA
- Guila-Air (Kongo)
- Kalinga Airlines[8]
- Union Aéromaritime de Transport (UAT)

## Zwischenfälle
Vom Erstflug 1949 bis Mai 2021 kam es mit Nord Noratlas zu 58 Totalschäden. Bei 37 davon kamen 363 Menschen ums Leben.

## Technische Daten

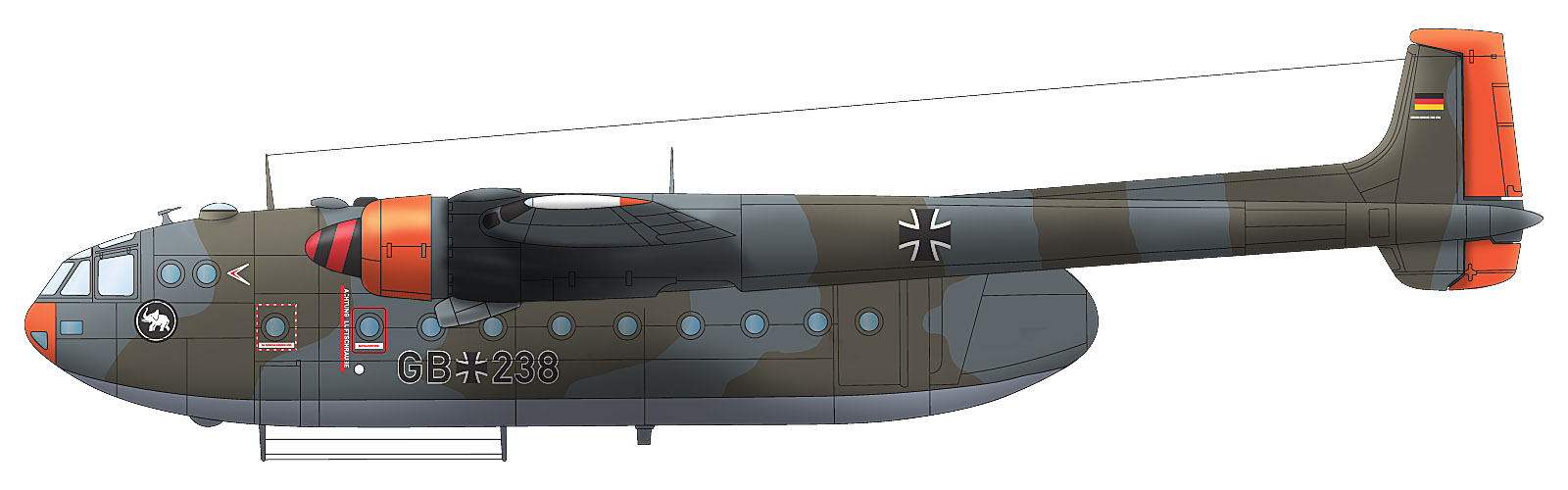
Eine „Nora“ des LTG 62

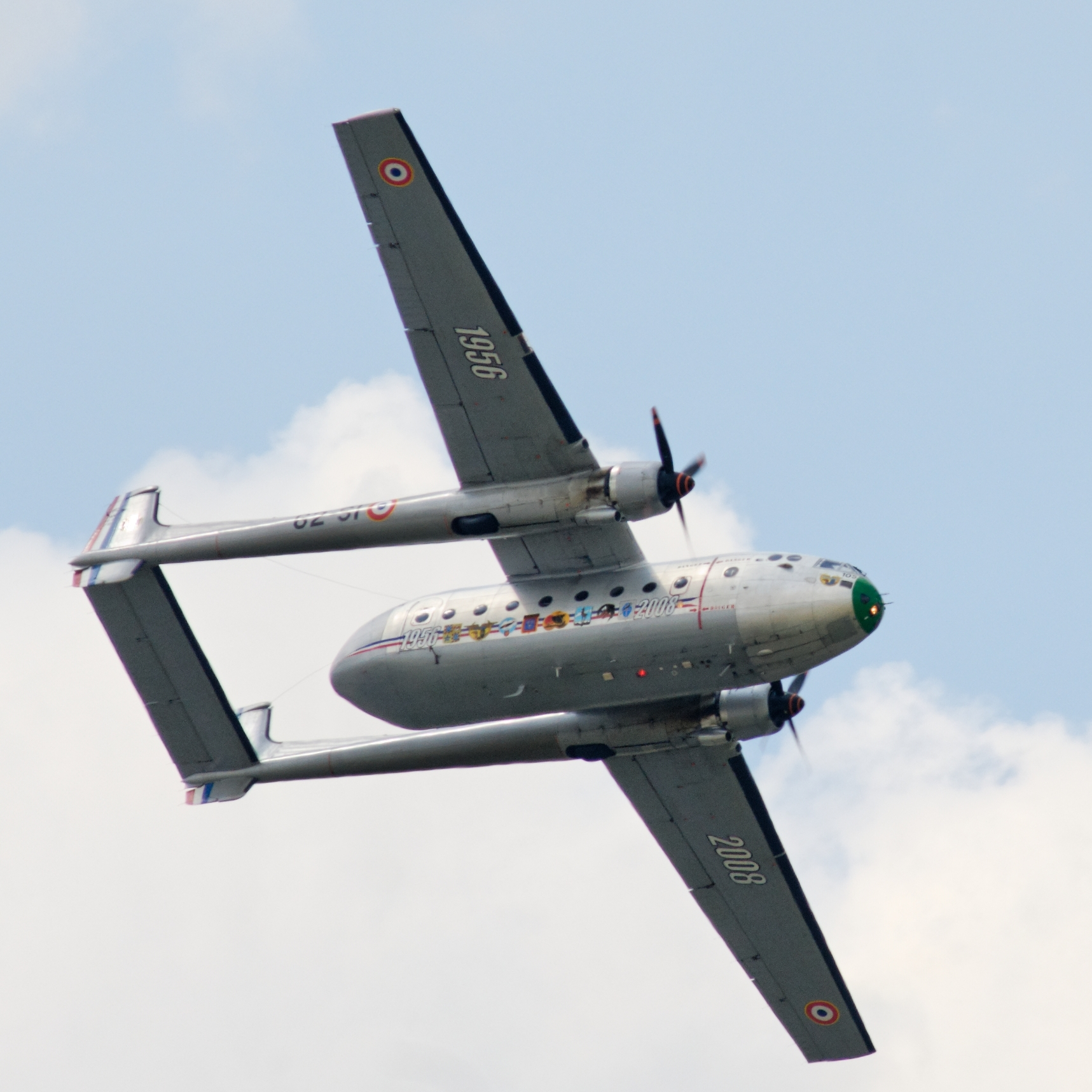
Die restaurierte F-AZVM Nord 2501 bei der Pariser Luftfahrtschau 2009

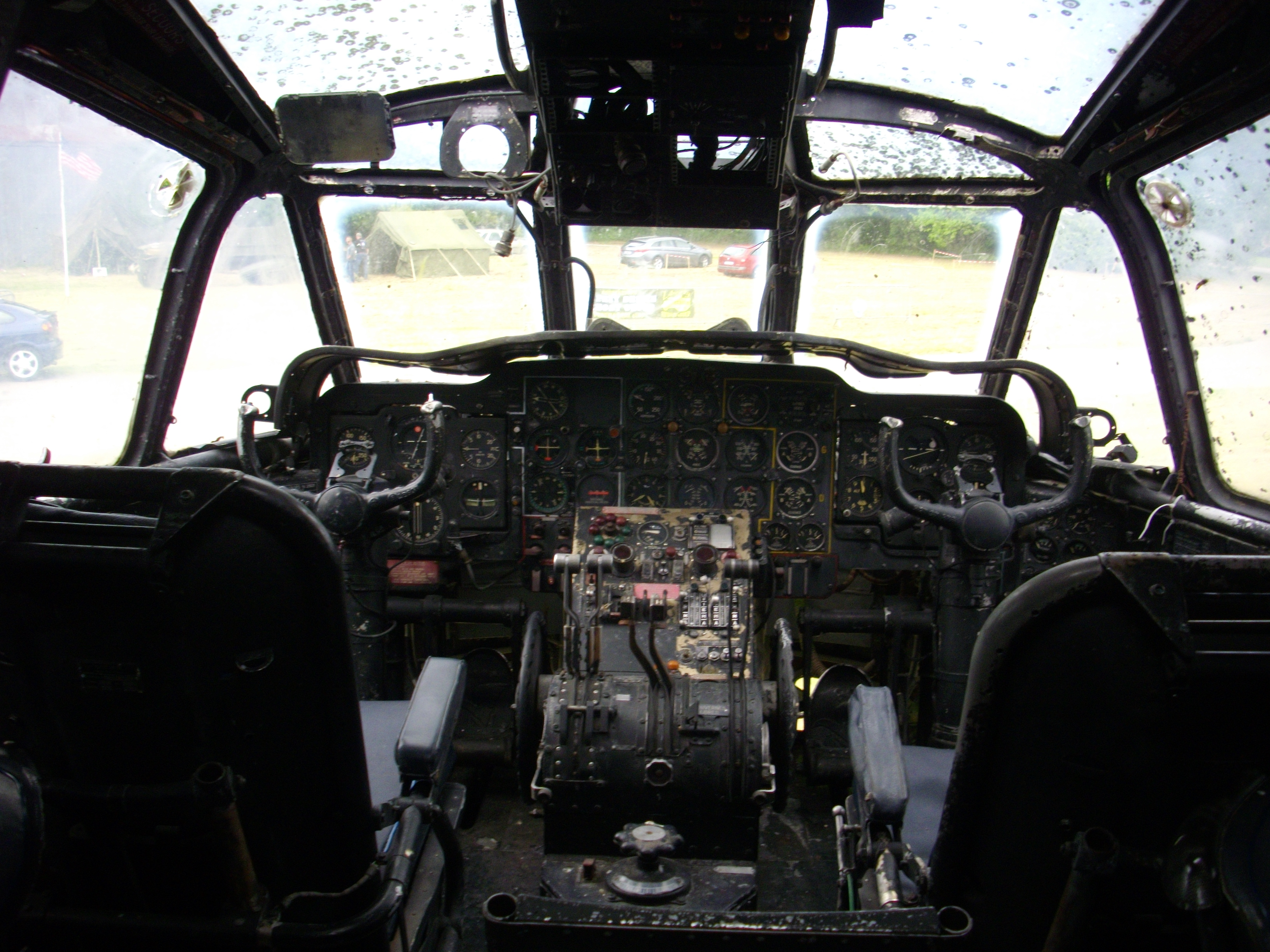
Cockpit

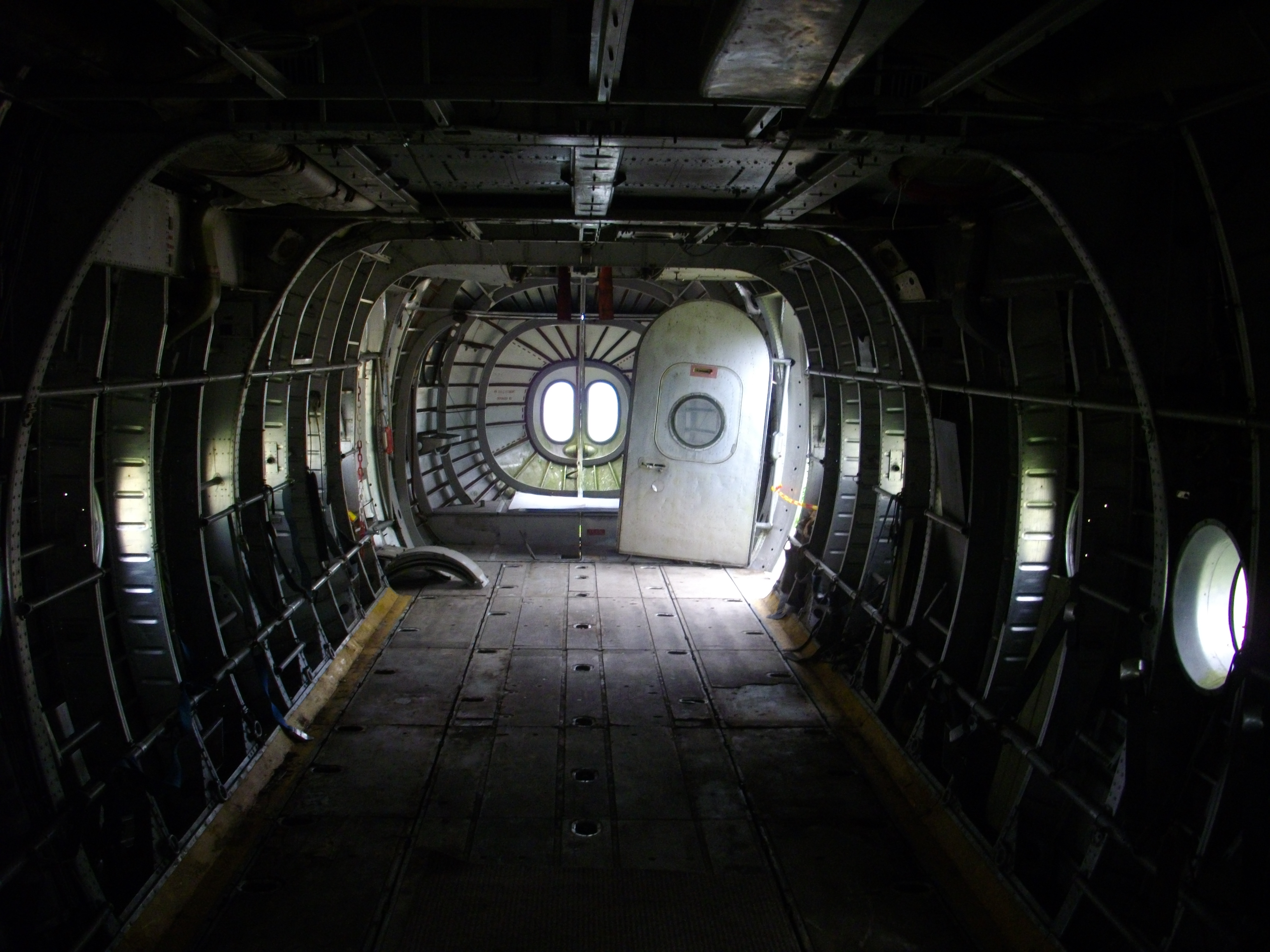
Laderaum

| Kenngröße             | Daten (Nord 2501)                                                           |
| --------------------- | --------------------------------------------------------------------------- |
| Besatzung             | 6 (2 Flugzeugführer, 1 Bordtechniker, 1 Funker, 1 Navigator, 1 Lademeister) |
| Länge                 | 21,96 m                                                                     |
| Spannweite            | 32,50 m                                                                     |
| Höhe                  | 6,00 m                                                                      |
| Flügelfläche          | 101,20 m²                                                                   |
| Flügelstreckung       | 10,4                                                                        |
| Leermasse             | 13.075 kg                                                                   |
| Nutzlast              | 4158 kg (bei vollen Tanks)                                                  |
| Startmasse            | 21.000 kg                                                                   |
| Treibstoffkapazität   | 5090 l                                                                      |
| Höchstgeschwindigkeit | 406 km/h                                                                    |
| Dienstgipfelhöhe      | 7.500 m                                                                     |
| Reichweite            | 3.000 km                                                                    |
| Triebwerke            | zwei Sternmotoren SNECMA Hercules 739/759 mit je 2.040 PS (1.500 kW)        |

## Erhaltene Exemplare

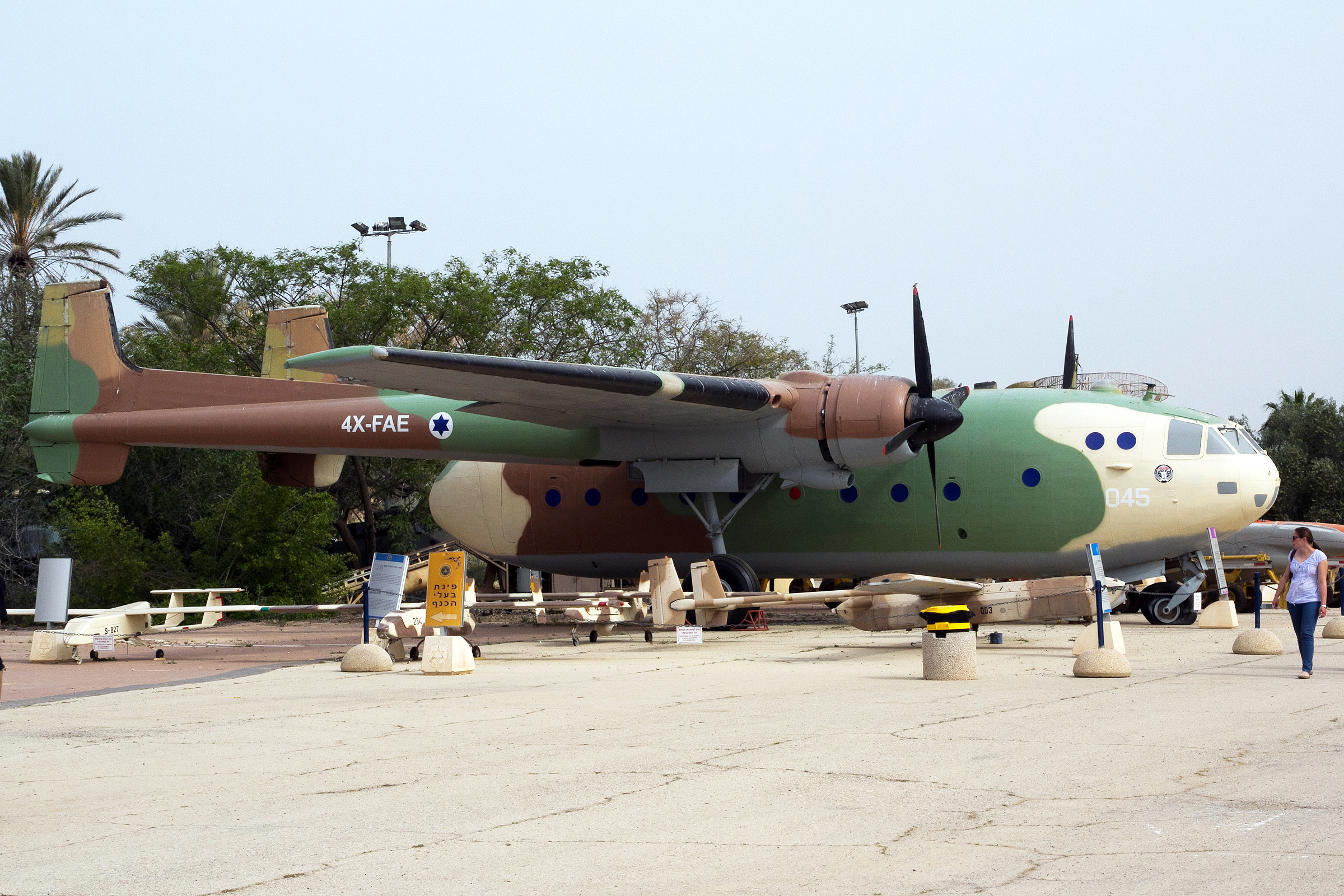
Das Exemplar im IAF-Museum beim Militärflugplatz Chazerim in Israel

Die einzige in flugfähigem Zustand erhaltene Noratlas ist die Nr. 105. Sie wurde im Jahre 1995 von einer Gruppe von Flugzeugliebhabern wieder flugtauglich gemacht und regelmäßig europaweit auf Flugtagen vorgeführt.
Nach ihrer Ausmusterung wurden mehrere Maschinen als „Gate Guards“ in Liegenschaften der Bundeswehr aufgestellt, darunter der Fliegerhorst Landsberg/Lech (seit 2017 geschlossen), die Franz-Josef-Strauß-Kaserne in Altenstadt (Luftlande- und Lufttransportschule), sowie in der Hugo-Junkers-Kaserne in direkter Nachbarschaft des Fliegerhorst Hohn bei Rendsburg.
Eine kleine Stückzahl von Noratlas entging der Verschrottung und fand den Weg ins Museum. In Deutschland befinden sich Noratlas unter anderem auf dem Außengelände der Ju-52-Halle in unmittelbarer Nähe des Fliegerhorstes Wunstorf, der Flugausstellung Junior in Hermeskeil, dem Militärhistorischen Museum Flugplatz Berlin-Gatow und der Wehrtechnische Studiensammlung Koblenz. Eine Noratlas der französischen Luftwaffe ist im Technik Museum Speyer ausgestellt.
Weitere Noratlas sind auf dem Airbus-Werksgelände in Hamburg-Finkenwerder und im Freizeitpark potts park in der Nähe von Minden zu sehen. Eine Maschine ohne Triebwerke steht an der Heidestraße 31 in Schwelm und diente dort in den 1970er-Jahren eine kurze Zeit als Restaurant.
In Viuz-en-Sallaz im französischen Département Haute-Savoie dient eine auf dem Gelände einer privaten römisch-katholischen Fachschule für Kfz-Mechaniker aufgestellte Noratlas als Kapelle.
Ein stillgelegtes Exemplar der Israelischen Luftwaffe (IAF) steht im IAF-Museum beim Militärflugplatz Chazerim (siehe Bild rechts).